# Freaks of Nature
Freaks of Nature es el duodécimo álbum de estudio de la banda estadounidense de rock progresivo Kansas, publicado por Intersound Records en 1995.

## Grabación
El álbum fue grabado en 1995 en el estudio Caribbean Sound Basin, ubicado en la isla de Trinidad, en Trinidad y Tobago.
Kerry Livgren, antiguo miembro de Kansas escribió el tema «Cold Grey Morning» y fue adherido a la lista de canciones de este álbum, sin embargo, Livgren no grabó dicha melodía.

## Recibimiento
Mientras que la banda esperaba que sería un trampolín para una fuerte recuperación, el álbum recibió muy poca atención más allá de lo que quedaba de la base de fanáticos.  Dos sencillos editados fueron lanzados —«Desperate Times» y «Hope Once Again»— pero no lograron entrar en las listas de popularidad,  ni siquiera el propio álbum, siendo el primer álbum de estudio de Kansas que no aparece en ninguna lista de éxitos de la revista Billboard.

## Crítica
Mark W. Allender, crítico de Allmusic, le otorgó una calificación de 2 estrellas de 5 posibles. Describió a Freaks of Nature como ‹desbalanceado›, pues mencionó que «cada gran momento de este disco es acompañado con un evidente fallo». También dijo que algunas canciones excedieron el estilo del rock de los años 1980's y otras son vergonzosas. Allender destacó la ejecución de violín de David Ragsdale, diciendo que es comparable con el estilo de Robby Steinhardt, antiguo integrante de la banda.

## Lista de canciones
| Side one |                     |                               |          |  |
| N.º      | Título              | Escritor(es)                  | Duración |  |
| 1.       | «I Can Fly»         | Steve Walsh / David Ragsdale  | 5:21     |  |
| 2.       | «Desperate Times»   | Steve Walsh                   | 5:25     |  |
| 3.       | «Hope Once Again»   | Steve Walsh                   | 4:34     |  |
| 4.       | «Black Fathom 4»    | Walsh / Ragsdale              | 5:54     |  |
| 5.       | «Under the Knife»   | Walsh / Ragsdale              | 4:54     |  |
| 6.       | «Need»              | Steve Walsh                   | 3:59     |  |
| 7.       | «Freaks of Nature»  | Walsh / Ragsdale / Phil Ehart | 4:05     |  |
| 8.       | «Cold Grey Morning» | Kerry Livgren                 | 4:14     |  |
| 9.       | «Peaceful and Warm» | Steve Walsh                   | 6:44     |  |

## Créditos

### Kansas
- Steve Walsh – voz, teclados y coros
- Rich Williams — guitarra acústica y guitarra eléctrica
- David Ragsdale — violín, guitarra y coros
- Billy Greer — bajo, guitarra acústica y coros
- Phil Ehart — batería
- Greg Robert — teclados y coros

### Personal adicional
- Renee Castle - coros (en la canción «Hope Once Again»)

### Producción
- Jeff Glixman — productor e ingeniero de audio
- Tom Cassel — ingeniero de audio
- Sean Poland — ingeniero de audio
- Marti Griffin — fotógrafo